# Carlo Annovazzi
Carlo Annovazzi, detto Carletto (Milano, 24 maggio 1925 – Milano, 10 ottobre 1980), è stato un calciatore e allenatore di calcio italiano, di ruolo centrocampista.

## Caratteristiche tecniche
Oltre ad essere decisivo nel contrastare l'avversario, fu abile, veloce e preciso nel proporre il gioco offensivo e nell'effettuare inserimenti e conclusioni personali; esecutore inoltre di calci di punizione e calci di rigore, viene considerato per tutto questo un precursore del mediano moderno.

## Biografia
Nacque a Milano, figlio unico di una famiglia originaria di Lodi Vecchio.
Il padre, vetraio, gestiva con la moglie un negozio di cornici nella zona di Porta Romana. Carletto, inizialmente appassionato al ciclismo, fu soprannominato "il moro di viale Umbria" o anche "el Negher", per via della carnagione scura. Tifoso dell'Inter, venne scartato ad un provino della società nerazzurra.

## Carriera

### Giocatore

#### Club

Annovazzi al Milan

Venne scoperto da Pin Santagostino nell'Ausonia 1931, che nel Campionato Lombardo Ragazzi eliminò le giovanili di Milan e Ambrosiana-Inter, e venne comprato dalla squadra rossonera per 50 lire.
Annovazzi legò per quasi tutta la carriera il suo nome a quello del Milan, con la cui maglia esordì nell'immediato dopoguerra, ricoprendo il ruolo di mediano destro.
Fu fra i protagonisti dello scudetto del 1951, con il quale il Milan tornò al tricolore dopo 44 anni di attesa: in quella stagione Annovazzi mise a segno 16 reti (8 delle quali su calcio di rigore). Con i rossoneri disputò 292 partite segnando 54 gol,e fu capitano della squadra nella stagione 1952-53, la sua ultima con il sodalizio meneghino.
Nel 1953, dopo aver ricevuto rassicurazioni sul fatto che sarebbe rimasto al Milan fino a fine carriera, venne ceduto all'Atalanta in cambio del danese Jørgen Sørensen; Annovazzi ricevette la notizia a Jesolo, mentre era in vacanza con la famiglia. Nella squadra bergamasca giocò nella massima serie fino al 1958.

#### Nazionale

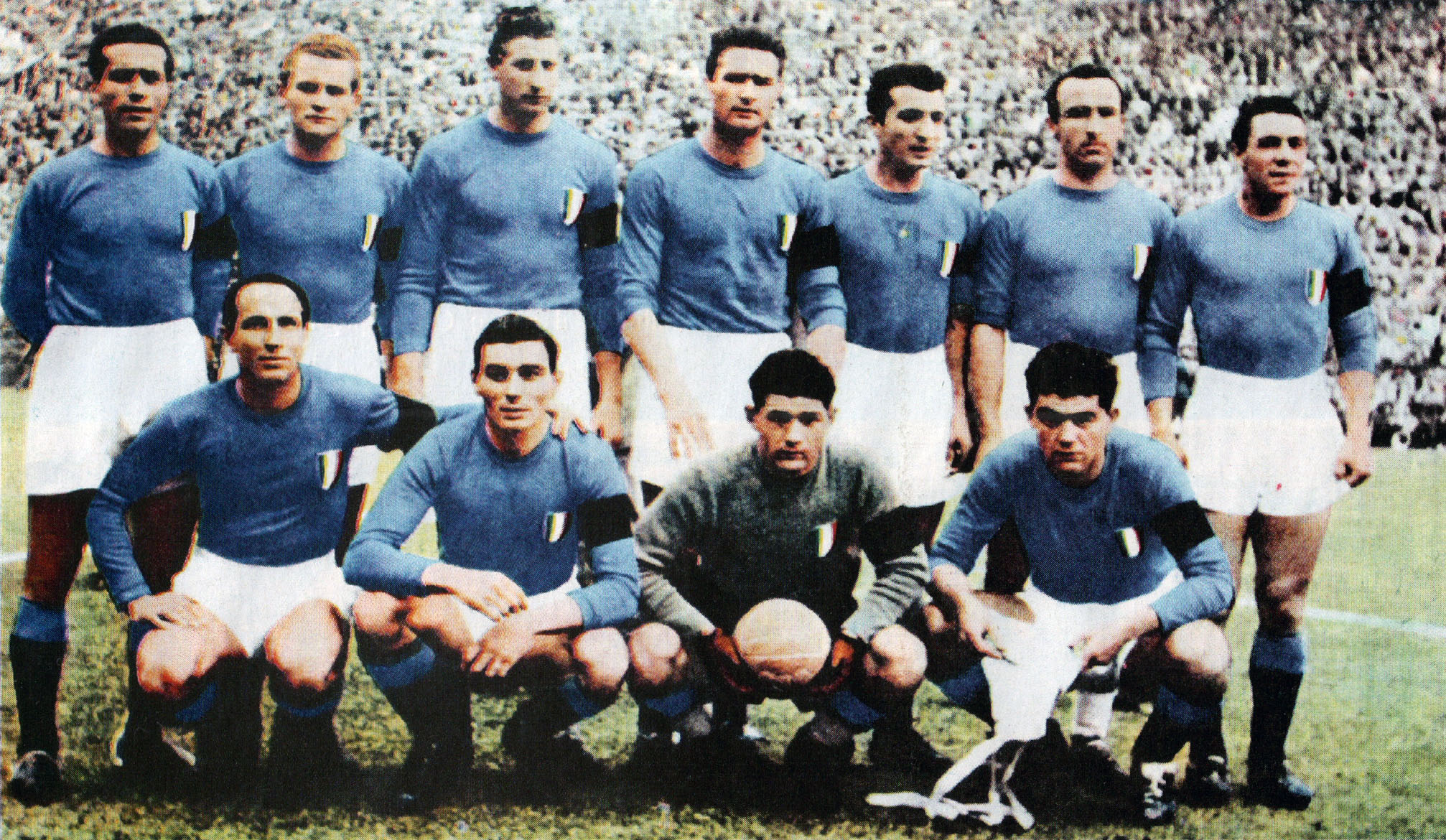
Annovazzi (accosciato, primo da destra) in maglia azzurra il 22 maggio 1949

Convocato in Nazionale, esordì con la maglia nº4 nella partita contro la Cecoslovacchia il 14 dicembre 1947. Fu, sul finire degli anni '40, uno dei pochi a riuscire a far breccia nel blocco dei giocatori del Grande Torino, che all'epoca la faceva da padrone in nazionale. Venne convocato per i mondiali brasiliani del 1950, mettendo a registro una presenza nella sconfitta per 3-2 contro la Svezia.
Rimase nel giro della nazionale fino al 1952, quando, dopo 17 presenze, le ultime delle quali da capitano, lasciò il posto ad altri due mediani degli anni cinquanta: Giacomo Mari e Sergio Cervato.

### Allenatore
Conclusa la carriera di calciatore, aprì per un periodo un bar; dopo averlo venduto, aiutò la madre rimasta vedova nella bottega di cornici paterna; nel frattempo si appassionava al calcio giovanile, svolgendo la funzione di osservatore per la squadra del Lecco e studiando da allenatore a Milano e Coverciano.
Divenuto allenatore, si occupò di squadre dell'hinterland milanese, fino a che Nereo Rocco non riuscì a reintrodurlo nella società rossonera da allenatore di squadre giovanili come gli allievi e i giovanissimi.
Nel 1977 assieme a Italo Galbiati selezionò a un provino la futura stella Franco Baresi, che ebbe l'occasione di allenare.

### Morte e ricordo
Annovazzi morì a 55 anni a causa di un male incurabile, nella sua abitazione milanese di piazzale Ferrara; venne sepolto al cimitero di Chiaravalle.
Alla sua memoria è dedicato il Torneo Nazionale di Calcio Giovanile Carletto Annovazzi, organizzato dalla società Enotria 1908 e riservato alla categoria Under-14.

### Vita privata
Nel giugno 1949 aveva preso in moglie Mina Migliavacca; da lei sono nati i figli Roberta, Manuela e Franco.

## Statistiche

### Presenze e reti nei club
| Stagione        | Squadra         | Campionato      | Campionato | Campionato | Coppe nazionali | Coppe nazionali | Coppe nazionali | Coppe continentali | Coppe continentali | Coppe continentali | Altre coppe | Altre coppe | Altre coppe | Totale | Totale |
| Stagione        | Squadra         | Comp            | Pres       | Reti       | Comp            | Pres            | Reti            | Comp               | Pres               | Reti               | Comp        | Pres        | Reti        | Pres   | Reti   |
| --------------- | --------------- | --------------- | ---------- | ---------- | --------------- | --------------- | --------------- | ------------------ | ------------------ | ------------------ | ----------- | ----------- | ----------- | ------ | ------ |
| 1944-1945       | Milan           | -               | -          | -          | -               | -               | -               | -                  | -                  | -                  | TBL         | 5           | 0           | 5      | 0      |
| 1945-1946       | Milan           | PD              | 29+2       | 6          | -               | -               | -               | -                  | -                  | -                  | -           | -           | -           | 31     | 6      |
| 1946-1947       | Milan           | A               | 36         | 8          | -               | -               | -               | -                  | -                  | -                  | -           | -           | -           | 36     | 8      |
| 1947-1948       | Milan           | A               | 40         | 10         | -               | -               | -               | -                  | -                  | -                  | -           | -           | -           | 40     | 10     |
| 1948-1949       | Milan           | A               | 36         | 3          | -               | -               | -               | -                  | -                  | -                  | -           | -           | -           | 36     | 2      |
| 1949-1950       | Milan           | A               | 38         | 5          | -               | -               | -               | -                  | -                  | -                  | -           | -           | -           | 38     | 5      |
| 1950-1951       | Milan           | A               | 37         | 16         | -               | -               | -               | CL                 | 2                  | 1                  | -           | -           | -           | 39     | 17     |
| 1951-1952       | Milan           | A               | 37         | 4          | -               | -               | -               | -                  | -                  | -                  | -           | -           | -           | 37     | 4      |
| 1952-1953       | Milan           | A               | 28         | 1          | -               | -               | -               | CL                 | 2                  | 0                  | -           | -           | -           | 30     | 1      |
| Totale Milan    | Totale Milan    | Totale Milan    | 281+2      | 53         |                 | -               | -               |                    | 4                  | 1                  |             | 5           | 0           | 292    | 54     |
| 1953-1954       | Atalanta        | A               | 33         | 7          | -               | -               | -               | -                  | -                  | -                  | -           | -           | -           | 33     | 7      |
| 1954-1955       | Atalanta        | A               | 32         | 3          | -               | -               | -               | -                  | -                  | -                  | -           | -           | -           | 32     | 3      |
| 1955-1956       | Atalanta        | A               | 34         | 5          | -               | -               | -               | -                  | -                  | -                  | -           | -           | -           | 34     | 5      |
| 1956-1957       | Atalanta        | A               | 21         | 2          | -               | -               | -               | -                  | -                  | -                  | -           | -           | -           | 21     | 2      |
| 1957-1958       | Atalanta        | A               | 19         | 1          | -               | -               | -               | -                  | -                  | -                  | -           | -           | -           | 19     | 1      |
| Totale Atalanta | Totale Atalanta | Totale Atalanta | 139        | 18         |                 | -               | -               |                    | -                  | -                  |             | -           | -           | 139    | 18     |
| 1958-1959       | Anconitana      | C               | 21         | 3          | -               | -               | -               | -                  | -                  | -                  | -           | -           | -           | 21     | 3      |
| 1959-1960       | Gallaratese     | C               | 2          | 0          | -               | -               | -               | -                  | -                  | -                  | -           | -           | -           | 2      | 0      |
| Totale carriera | Totale carriera | Totale carriera | 443+2      | 74         |                 | -               | -               |                    | 4                  | 1                  |             | 5           | 0           | 454    | 75     |

### Cronologia presenze e reti in nazionale
| Cronologia completa delle presenze e delle reti in nazionale ― Italia | Cronologia completa delle presenze e delle reti in nazionale ― Italia | Cronologia completa delle presenze e delle reti in nazionale ― Italia | Cronologia completa delle presenze e delle reti in nazionale ― Italia | Cronologia completa delle presenze e delle reti in nazionale ― Italia | Cronologia completa delle presenze e delle reti in nazionale ― Italia | Cronologia completa delle presenze e delle reti in nazionale ― Italia | Cronologia completa delle presenze e delle reti in nazionale ― Italia |
| Data                                                                  | Città                                                                 | In casa                                                               | Risultato                                                             | Ospiti                                                                | Competizione                                                          | Reti                                                                  | Note                                                                  |
| --------------------------------------------------------------------- | --------------------------------------------------------------------- | --------------------------------------------------------------------- | --------------------------------------------------------------------- | --------------------------------------------------------------------- | --------------------------------------------------------------------- | --------------------------------------------------------------------- | --------------------------------------------------------------------- |
| 14-12-1947                                                            | Bari                                                                  | Italia                                                                | 3 – 1                                                                 | Cecoslovacchia                                                        | Amichevole                                                            | -                                                                     |                                                                       |
| 4-4-1948                                                              | Colombes                                                              | Francia                                                               | 1 – 3                                                                 | Italia                                                                | Amichevole                                                            | -                                                                     |                                                                       |
| 16-5-1948                                                             | Torino                                                                | Italia                                                                | 0 – 4                                                                 | Inghilterra                                                           | Amichevole                                                            | -                                                                     |                                                                       |
| 27-2-1949                                                             | Genova                                                                | Italia                                                                | 4 – 1                                                                 | Portogallo                                                            | Amichevole                                                            | -                                                                     |                                                                       |
| 27-3-1949                                                             | Madrid                                                                | Spagna                                                                | 1 – 3                                                                 | Italia                                                                | Amichevole                                                            | -                                                                     |                                                                       |
| 22-5-1949                                                             | Firenze                                                               | Italia                                                                | 3 – 1                                                                 | Austria                                                               | Coppa Internazionale                                                  | -                                                                     |                                                                       |
| 12-6-1949                                                             | Budapest                                                              | Ungheria                                                              | 1 – 1                                                                 | Italia                                                                | Coppa Internazionale                                                  | -                                                                     |                                                                       |
| 30-11-1949                                                            | Londra                                                                | Inghilterra                                                           | 2 – 0                                                                 | Italia                                                                | Amichevole                                                            | -                                                                     |                                                                       |
| 5-3-1950                                                              | Bologna                                                               | Italia                                                                | 3 – 1                                                                 | Belgio                                                                | Amichevole                                                            | -                                                                     |                                                                       |
| 2-4-1950                                                              | Vienna                                                                | Austria                                                               | 1 – 0                                                                 | Italia                                                                | Coppa Internazionale                                                  | -                                                                     |                                                                       |
| 25-6-1950                                                             | San Paolo                                                             | Italia                                                                | 2 – 3                                                                 | Svezia                                                                | Mondiali 1950 - 1º turno                                              | -                                                                     |                                                                       |
| 8-4-1951                                                              | Oeiras                                                                | Portogallo                                                            | 1 – 4                                                                 | Italia                                                                | Amichevole                                                            | -                                                                     | Cap.                                                                  |
| 6-5-1951                                                              | Milano                                                                | Italia                                                                | 0 – 0                                                                 | Jugoslavia                                                            | Amichevole                                                            | -                                                                     | Cap.                                                                  |
| 3-6-1951                                                              | Genova                                                                | Italia                                                                | 4 – 1                                                                 | Francia                                                               | Amichevole                                                            | -                                                                     | Cap.                                                                  |
| 11-11-1951                                                            | Firenze                                                               | Italia                                                                | 1 – 1                                                                 | Svezia                                                                | Amichevole                                                            | -                                                                     | Cap.                                                                  |
| 25-11-1951                                                            | Lugano                                                                | Svizzera                                                              | 1 – 1                                                                 | Italia                                                                | Coppa Internazionale                                                  | -                                                                     | Cap.                                                                  |
| 24-2-1952                                                             | Bruxelles                                                             | Belgio                                                                | 2 – 0                                                                 | Italia                                                                | Amichevole                                                            | -                                                                     | Cap.                                                                  |
| Totale                                                                |                                                                       | Presenze                                                              | 17                                                                    |                                                                       | Reti                                                                  | 0                                                                     |                                                                       |

## Palmarès

### Club

#### Competizioni nazionali
- Campionato italiano: 1

Milan: 1950-1951

#### Competizioni internazionali
- Coppa Latina: 1

Milan: 1951